# 981

## Събития

### По място

#### Европа
- Норвежкият мореплавател Ерик Торвалдсон напуска Норвегия за да изследва остров близо до Исландия. Този земя Торвалдсон нарича Гренландия. След откритието му хиляди норвежсци се насочват към Гренландия.